# 錫爾詹
錫爾詹是伊朗的城市，位於該國南部，由克爾曼省負責管轄，始建於薩珊王朝，距離阿巴斯港約300公里，海拔高度1,730米，該地區蘊藏煤、鐵、銅和金等礦產，2006年人口167,014。